# 近傍意味論
近傍意味論、もしくはスコット゠モンタギュー意味論は、様相論理の形式意味論である。この意味論は、様相論理に対するクリプキ意味論の一般化であり、デイナ・スコットとリチャード・モンタギューによって独立に開発された。クリプキフレーム{\displaystyle \langle W,R\rangle }は可能世界（ないし状態）の集合Wおよび到達可能関係Rとから成るが、近傍フレーム{\displaystyle \langle W,N\rangle }は、可能世界の集合Wと次のような近傍関数Nとから成る。
{\displaystyle N:W\to 2^{2^{W}}}
Nは、Wの要素を取ってWの部分集合の集合を返す関数である。直観的には、N(w)はwにおいて必然的であるような命題の集合を表す（ただしw∈Wとする）。ここで命題はWの部分集合として定義されるものとする（すなわち命題は、その命題がそこで真となるような可能世界の集合として定義される）。
□Aの真理条件は、次のように定義される。
{\displaystyle M,w\models \square A\Longleftrightarrow (A)^{M}\in N(w)}
ただし、Mは近傍フレーム上のモデルであり、また、
{\displaystyle (A)^{M}=\{u\in W\mid M,u\models A\}}
とする。
近傍意味論は、正規様相論理Kよりも弱い古典様相論理のために用いられる。

## クリプキモデルと近傍モデルの対応関係
どのクリプキモデル M = (W,R,V) に対しても、次のように定義することで、同等な近傍モデル M' = (W,N,V) が作れる。
{\displaystyle N(w)=\{(A)^{M}:M,w\models \Box A\}}
しかし逆は成り立たない。すなわち、どの近傍モデルに対してもそれに対応するクリプキモデルが作れる、ということはない。この事実は、近傍モデルがクリプキモデルの一般化であるという指摘に正確な意味を与える。別の（おそらくより自然な）クリプキモデルの一般化は、一般フレームである。